# Wiener Übereinkommen über das Recht der Verträge zwischen Staaten und internationalen Organisationen oder zwischen internationalen Organisationen
Das Wiener Übereinkommen über das Recht der Verträge zwischen Staaten und internationalen Organisationen oder zwischen internationalen Organisationen  vom 21. März 1986 ist eine Erweiterung des Wiener Übereinkommens über das Recht der Verträge vom 23. Mai 1969, mit dem der Status von internationalen Organisationen auf dem Gebiet des Vertragsrechts dem von Staaten weitgehend angeglichen werden soll. Es wurde 1986 von der Völkerrechtskommission erarbeitet und zur Unterzeichnung freigegeben.

## Unterzeichnungen
Das Übereinkommen konnte bis zum 31. Dezember 1986 beim österreichischen Außenministerium in Wien und bis zum 30. Juni 1987 bei den Vereinten Nationen in New York unterzeichnet werden. Die Bundesrepublik Deutschland hat es am 27. April 1987 in New York unterzeichnet und am 20. Juni 1991 ratifiziert.
Weitere Unterzeichnerstaaten, die ihre Ratifizierungsverfahren aber noch nicht abgeschlossen haben, sind: Elfenbeinküste, DR Kongo, USA, Brasilien, Bosnien und Herzegowina, Südkorea, Japan, Serbien, Montenegro, Marokko, Ägypten, Sudan, Burkina Faso, Benin, Sambia und Malawi.
Zusätzlich gibt es internationale Organisationen, die zwar unterschrieben, ihre formalen Bestätigungsverfahren aber noch nicht abgeschlossen haben: Europarat, FAO, ITU, UNESCO, WMO.

## Inkrafttreten
Das Übereinkommen ist noch nicht in Kraft getreten.
Gem. Art. 85 tritt es am dreißigsten Tag nach Hinterlegung der 35. Ratifikations- oder Beitrittsurkunde durch Staaten in Kraft. Diese Anzahl ist noch nicht erreicht.
Bisher wurde das Übereinkommen zwar 43 Mal ratifiziert, aber nur von 31 Staaten. 
Die 31 Vertragsstaaten sind: Mexiko, Kolumbien, Argentinien, Uruguay, Senegal, Liberia, Gabun, Australien, Vereinigtes Königreich, Dänemark, Schweden, Estland, Belarus, Moldawien, Bulgarien, Zypern, Griechenland, Spanien, Deutschland, Niederlande, Belgien, Schweiz, Liechtenstein, Italien, Österreich, Kroatien, Ungarn, Tschechien, Albanien, Malta und die Slowakei.
Zusätzlich haben 12 internationale Organisationen formale Bestätigungen des Übereinkommens ausgestellt: die IAEO, ICAO, Interpol, ILO, IMO, OPCW, CTBTO Preparatory Commission, Vereinte Nationen, UNIDO, UPU, WHO, WIPO.

## Fundstellen
- BGBl. 1985 II S. 926, 927 (Wiener Übereinkommen von 1969, dreisprachig)
- Vienna Convention on the Law of Treaties. Vienna, 23 May 1969, (englisch). UNTS Vol. 1155 S. 331.
- Vienna Convention on the Law of Treaties between States and International Organizations or between International Organizations. Vienna, 21 March 1986 (englisch).
- BGBl. 1990 II S. 1414, 1415 (Wiener Übereinkommen von 1986, dreisprachig)